# Liste der Kulturdenkmale in Barsbek
In der Liste der Kulturdenkmale in Barsbek sind alle Kulturdenkmale der schleswig-holsteinischen Gemeinde Barsbek (Kreis Plön) aufgelistet (Stand: 10. März 2025).

## Legende
In den Spalten befinden sich folgende Informationen:
- Objekt-ID: die Nummer des Kulturdenkmales
- Lage: die Adresse des Kulturdenkmales und die geographischen Koordinaten. Kartenansicht, um Koordinaten zu setzen. In der Kartenansicht sind Kulturdenkmale ohne Koordinaten mit einem roten Marker dargestellt und können in der Karte gesetzt werden. Kulturdenkmale ohne Bild sind mit einem blauen Marker gekennzeichnet, Kulturdenkmale mit Bild mit einem grünen Marker.
- Offizielle Bezeichnung: Bezeichnung des Kulturdenkmales
- Beschreibung: die Beschreibung des Kulturdenkmales
- Bild: ein Bild des Kulturdenkmales

## Sachgesamtheiten
| Objekt-ID | Lage                                              | Offizielle Bezeichnung | Beschreibung | Bild            |
| --------- | ------------------------------------------------- | ---------------------- | --- | --------------- |
| 52554     | Op’n Dörp 9, 15 (54° 24′ 10″ N, 10° 19′ 12″ O)    | Hof Schneekloth        | Hof Schneekloth; 1533/34, 1799; Ensemble aus Wohn- und Wirtschaftsgebäude, Bohlenspeicher und zwei Hausbäumen - Begründung: geschichtlich, wissenschaftlich, städtebaulich, Kulturlandschaft prägend - Schutzumfang: Wohn- und Wirtschaftsgebäude mit zwei Hausbäumen (Op'n Dörp 15), Bohlenspeicher (Op'n Dörp 9)                                                              | BW              |
| 40861     | Op’n Dörp 12, 14, 16 (54° 24′ 9″ N, 10° 19′ 8″ O) | Hof Sinjen             | Hof Sinjen; 1549/50, 19. Jh.; am Dorfanger gelegenes Ensemble aus Haupthaus, Querscheune, Bohlenspeicher, Wohnhaus, Hofallee und Hofpflaster. - Begründung: geschichtlich, wissenschaftlich, städtebaulich, Kulturlandschaft prägend - Schutzumfang: Wohnhaus (Op'n Dörp 12), Haupthaus, Querscheune, Bohlenspeicher, Hofallee, Hofpflaster (Op'n Dörp 14), Kate (Op'n Dörp 16) | Fotos hochladen |
| 52586     | Op’n Dörp 20, 22 (54° 24′ 7″ N, 10° 19′ 5″ O)     | Hof Bock               | Hof Bock; 1822, 2. Hälfte 19. Jh.; am Dorfanger gelegenes Ensemble aus Haupthaus, zwei Hausbäumen und Wohnhaus - Begründung: geschichtlich, städtebaulich, Kulturlandschaft prägend - Schutzumfang: Haupthaus mit zwei Hausbäumen (Op'n Dörp 20), Wohnhaus (Op'n Dörp 22) | Fotos hochladen |

## Bauliche Anlagen
| Objekt-ID     | Lage                                           | Offizielle Bezeichnung       | Beschreibung | Bild            |
| ------------- | ---------------------------------------------- | ---------------------------- | --- | --------------- |
| 4504 Wikidata | Neddelsthörn 12 (54° 24′ 19″ N, 10° 19′ 13″ O) | Haupthaus                    | Alteintragung (Aktualisierung vorgesehen) - Begründung: Alteintragung (Aktualisierung vorgesehen) - Schutzumfang: Alteintragung (Aktualisierung vorgesehen) - Denkmaltyp: Bauliche Anlage | Fotos hochladen |
| 4503 Wikidata | Neddelsthörn 22 (54° 24′ 20″ N, 10° 19′ 7″ O)  | Haupthaus                    | Alteintragung (Aktualisierung vorgesehen) - Begründung: geschichtlich, städtebaulich - Schutzumfang: gesamtes Objekt - Denkmaltyp: Bauliche Anlage | Fotos hochladen |
| 567 Wikidata  | Neddelsthörn 26 (54° 24′ 19″ N, 10° 19′ 2″ O)  | Wohnhaus                     | Alteintragung (Aktualisierung vorgesehen) - Begründung: Alteintragung (Aktualisierung vorgesehen) - Schutzumfang: Alteintragung (Aktualisierung vorgesehen) - Denkmaltyp: Bauliche Anlage | Fotos hochladen |
| 566 Wikidata  | Neddelsthörn 26 (54° 24′ 4″ N, 10° 19′ 4″ O)   | Bohlenspeicher               | Alteintragung (Aktualisierung vorgesehen) - Begründung: Alteintragung (Aktualisierung vorgesehen) - Schutzumfang: Alteintragung (Aktualisierung vorgesehen) - Denkmaltyp: Bauliche Anlage | Fotos hochladen |
| 4494 Wikidata | Op’n Dörp 8 (54° 24′ 11″ N, 10° 19′ 4″ O)      | Hofanlage: Haupthaus         | Alteintragung (Aktualisierung vorgesehen) - Begründung: Alteintragung (Aktualisierung vorgesehen) - Schutzumfang: Alteintragung (Aktualisierung vorgesehen) - Denkmaltyp: Bauliche Anlage | Fotos hochladen |
| 6729 Wikidata | Op’n Dörp 8 (54° 24′ 11″ N, 10° 19′ 1″ O)      | Hofanlage: Scheune           | Alteintragung (Aktualisierung vorgesehen) - Begründung: Alteintragung (Aktualisierung vorgesehen) - Schutzumfang: Alteintragung (Aktualisierung vorgesehen) - Denkmaltyp: Bauliche Anlage | Fotos hochladen |
| 6730 Wikidata | Op’n Dörp 8 (54° 24′ 10″ N, 10° 19′ 2″ O)      | Hofanlage: Stall             | Alteintragung (Aktualisierung vorgesehen) - Begründung: Alteintragung (Aktualisierung vorgesehen) - Schutzumfang: Alteintragung (Aktualisierung vorgesehen) - Denkmaltyp: Bauliche Anlage | BW              |
| 677 Wikidata  | Op’n Dörp 9 (54° 24′ 12″ N, 10° 19′ 15″ O)     | Bohlenspeicher               | Bohlenspeicher; 1533/34; eingeschossiger, einraumtiefer Wandständerbau von drei Fach Länge auf Findlingsfundamenten mit Bohlenfüllungen aus Eichenholz und Satteldach, Erschließung über eine Tür auf der südlichen Traufseite - Begründung: geschichtlich, wissenschaftlich, Kulturlandschaft prägend - Schutzumfang: gesamtes Objekt - Denkmaltyp: Bauliche Anlage, Sachgesamtheit: Hof Schneekloth                                      | BW              |
| 676 Wikidata  | Op’n Dörp 14 (54° 24′ 9″ N, 10° 19′ 2″ O)      | Hofanlage: Bohlenspeicher    | Bohlenspeicher; 1549/50 (d); eingeschossiger, einraumtiefer Wandständerbau auf Findlingsfundamenten mit Bohlenfüllungen aus Eichenholz und reetgedecktem Walmdach, späterer Anbau nach Süden, Erschließung über zwei Türen auf der westlichen Traufseite. - Begründung: geschichtlich, wissenschaftlich, städtebaulich, Kulturlandschaft prägend - Schutzumfang: gesamtes Objekt - Denkmaltyp: Bauliche Anlage, Sachgesamtheit: Hof Sinjen | BW              |
| 4602 Wikidata | Op’n Dörp 14 (54° 24′ 9″ N, 10° 19′ 4″ O)      | Hofanlage: Haupthaus         | Haupthaus; 1842; Probsteier Bauernhaus, in Fachwerk ausgeführtes, giebelständiges Fachhallenhaus mit Vollwalmdach - Begründung: geschichtlich, städtebaulich, Kulturlandschaft prägend - Schutzumfang: gesamtes Objekt - Denkmaltyp: Bauliche Anlage, Sachgesamtheit: Hof Sinjen | Fotos hochladen |
| 6731 Wikidata | Op’n Dörp 14 (54° 24′ 10″ N, 10° 19′ 6″ O)     | Hofanlage: Scheune           | Querscheune; 18./19. Jh.; eingeschossiger, langgestreckter Fachwerkbau unter einseitigem Walmdach, nach Osten massiver Steilgiebel - Begründung: geschichtlich, städtebaulich, Kulturlandschaft prägend - Schutzumfang: gesamtes Objekt - Denkmaltyp: Bauliche Anlage, Sachgesamtheit: Hof Sinjen | Fotos hochladen |
| 4601          | Op’n Dörp 15 (54° 24′ 10″ N, 10° 19′ 16″ O)    | Wohn- und Wirtschaftsgebäude | Wohn- und Wirtschaftsgebäude; 1799; Probsteier Bauernhaus, eingeschossiger, giebelständiger Fachwerkbau mit Backsteinausfachung und blechgedecktem Halbwalmdach, zwei Hausbäume - Begründung: geschichtlich, städtebaulich, Kulturlandschaft prägend - Schutzumfang: Wohn- und Wirtschaftsgebäude, zwei Hausbäume - Denkmaltyp: Bauliche Anlage, Sachgesamtheit: Hof Schneekloth                                                           | Fotos hochladen |
| 9885          | Op’n Dörp 17 (54° 24′ 9″ N, 10° 19′ 11″ O)     | Drempelscheune               | Drempelscheune; Mitte 19. Jh., Umbau um 1900; ältere Fachhallenscheune zu Drempelscheune umgebaut, Fachwerkbau mit senkrecht verbrettertem Drempel und blechgedecktem Satteldach - Begründung: geschichtlich, städtebaulich, Kulturlandschaft prägend - Schutzumfang: gesamtes Objekt - Denkmaltyp: Bauliche Anlage | Fotos hochladen |
| 4499          | Op’n Dörp 19 (54° 24′ 8″ N, 10° 19′ 9″ O)      | Wohnhaus                     | Wohnhaus; 2. Hälfte 19. Jh.; eingeschossiger, traufständiger Backsteinbau von neun Achsen unter Satteldach mit Giebelrisalit und Standerker, Nebengebäude - Begründung: geschichtlich, städtebaulich - Schutzumfang: Wohnhaus, Nebengebäude - Denkmaltyp: Bauliche Anlage | BW              |
| 4495 Wikidata | Op’n Dörp 20 (54° 24′ 7″ N, 10° 19′ 7″ O)      | Hofanlage: Haupthaus         | Haupthaus; 1822; Probsteier Bauernhaus, in Fachwerk ausgeführtes, giebelständiges Fachhallenhaus mit Vollwalmdach, zwei Hausbäume - Begründung: geschichtlich, städtebaulich, Kulturlandschaft prägend - Schutzumfang: Haupthaus, zwei Hausbäume - Denkmaltyp: Bauliche Anlage, Sachgesamtheit: Hof Bock | Fotos hochladen |

## Gründenkmale
| Objekt-ID      | Lage                                    | Offizielle Bezeichnung | Beschreibung | Bild            |
| -------------- | --------------------------------------- | ---------------------- | --- | --------------- |
| 28267 Wikidata | Op'n Dörp (54° 24′ 10″ N, 10° 19′ 9″ O) | Dorfplatz              | Alteintragung (Aktualisierung vorgesehen) - Begründung: geschichtlich, Kulturlandschaft prägend - Schutzumfang: Dorfplatz, ehem. Tränke (Feuerlöschteich), Baumbestand - Denkmaltyp: Gründenkmal | Fotos hochladen |

## Quelle
- Liste der Kulturdenkmale in Schleswig-Holstein – Kreis Plön (PDF)

- Karte mit allen Koordinaten:
- OSM |
- WikiMap